# 松岡孝典
松岡孝典（まつおか たかのり、1976年3月16日生 ）は、映画監督。2014年以降、監督業として作品多数。

## 略歴
埼玉県羽生市出身
1996年 中央大学在学中より自主映画を監督。『壁』(8ミリ)が調布実験映画フェスティバル入選
1997年 『チャリンコ暴走族』(8ミリ)が全国学生映画祭にて中野武蔵野ホールでレイトショー
1998年 『恋人達』(8ミリ)が夕張国際映画祭JCF学生映画祭で特別賞受賞
2000年 中央大学文学部卒業
在学中より映画『五条霊戦記 GOJOE』(石井聰亙監督)に助監督見習いとして参加
2001年 映画『Mr.ルーキー』(井坂聡監督)に5th助監督として参加
2002年 映画『さよなら、クロ』(松岡錠司監督)に4th助監督として参加
2003年 映画『69sixtynine』(李相日監督)に3rd助監督として参加
映画『お父さんのバックドロップ』(李闘士男監督)に2nd助監督として参加
2004年 映画『いとしのヒナゴン』(渡邊孝好監督)に2nd助監督として参加
2006年 この頃より実相寺昭雄監督の「コダイ」に参加
『ユメ十夜』『シルバー假面』など実相寺監督に師事
『ヅラ刑事』『日本以外全部沈没』『ギララの逆襲』など河崎実監督にも師事
2007年 映画『髪がかり』(河崎実監督)にチーフ助監督として参加
2009年 ユニテントのVPを監督(「ユニトレンド」)
2011年 映画『カルテット!』(三村順一監督)にチーフ助監督として参加
映画『ケンとメリー~雨あがりの夜空に』(深作健太監督)にメイキングディレクターとして参加
2012年 映画『関西ジャニーズJr.の太秦行進曲』(本木克英監督)でメイキングディレクターとして参加
パイロット版『食料調査室』を監督
2013年 映画『おしん』(冨樫森監督)にメイキングディレクターとして参加
武蔵小山Lovers PR映像+スポンサーCMをディレクション
映画『風の色』(クァク・ジェヨン監督・公開未定)チーフ助監督
映画『コンビニ夢物語』(松生秀二監督・'16/3/19公開) チーフ助監督
2014年 Vシネマ『鉄火場のシン1・2』監督
2015年 TV番組『俺旅(ニューヨーク・台湾)』ディレクター
2016年 TV番組『俺旅(タイ)』ディレクター
2018年、株式会社グラウコープスに所属。
　　　　 TV番組『俺旅(オランダ)』ディレクター
2019年 TV番組『俺旅(シンガポール)』ディレクター
2021年 TV番組『カメラ男子(飛騨)』ディレクター
2021年 TV番組『カメラ男子(小豆島)』ディレクター
2022年 映画『日の本ノ女子！』監督。同作でカンヌ世界映画祭月間ノミネート。
2023年映画『自宅でありがとう。さようなら』公開

## 映画
- 映画『日の本ノ女子！』監督。同作でカンヌ世界映画祭月間ノミネート。

映画『自宅でありがとう。さようなら』

## Vシネマ
- Vシネマ『鉄火場のシン1・2』監督（2014年）

## CM
- グリコ『ポッキー・ショートドラマ』監督（2016年 4/12web上で公開)
- スマホゲーム「オデスト」TVCM

## ミュージックビデオ
- キラキラ☆シスターズwith虹色ハルカ『Carnival』MV監督(2017年Youtubeにて公開)

## TV番組
- TV番組『俺旅(ニューヨーク・台湾)』ディレクター（2015年）
- TV番組『俺旅(タイ)』ディレクター（2016年）
- TV番組『俺旅(オランダ)』ディレクター（2018年）
- TV番組『俺旅(シンガポール)』ディレクター（2019年）
- TV番組『カメラ男子(飛騨)』ディレクター（2021年）
- TV番組『カメラ男子(小豆島)』ディレクター（2021年）
- NTV『Newsevery.外国人店主特集』ディレクター(2016年4月O.A)